# Liberté, mon amour !
Pour plus de détails, voir Fiche technique et Distribution.
Liberté, mon amour ! (en italien : Libera, amore mio!) est un film italien réalisé par Mauro Bolognini sorti en 1975.

## Synopsis
Rome, années 1930. Libera, fille d'un anarchiste exilé, en a conservé les idées et manifeste avec ostentation sa haine du fascisme. Quoique son attitude première soit plus le reflet d'un acte de refus que celle d'un militantisme politique avéré, Libera est de plus en plus menacée : elle est, entre autres, accusée de provocation par les forces de l'ordre parce qu'au défilé traditionnel du 1er mai, elle et ses deux enfants étaient de rouge vêtus. Face à l'hostilité de l'administration mussolinienne, Libera et sa famille doivent s'établir d'abord à Livourne, puis à Modène où celle-ci s'engage dans la Résistance. Au lendemain de la Libération, Libera tombe sous les balles d'un tueur isolé, nostalgique du fascisme... 

## Fiche technique
- Titre original : Libera, amore mio...
- Titre français : Liberté, mon amour
- Réalisation : Mauro Bolognini
- Sujet : Luciano Vincenzoni
- Scénario : Nicola Badalucco, Mauro Bolognini, Luciano Vincenzoni
- Photographie : Franco Di Giacomo, Eastmancolor
- Musique : Ennio Morricone
- Montage : Nino Baragli
- Assistant réalisateur : Mauro Cappelloni
- Producteur : Roberto Loyola
- Lieux de tournage : Modène, Émilie-Romagne (Italie)
- Durée : 110 min
- Pays d'origine :  Italie
- Année de réalisation : 1975
- Distribution en  France : 23 juin 1977
- Genre : Film dramatique

## Distribution
- Claudia Cardinale : Libera Valente
- Adolfo Celi : son père, Felice Valente
- Philippe Leroy : Franco Testa
- Bruno Cirino : Mateo Zanoni
- Luigi Diberti : le chauffeur de taxi
- Tullio Altamira : l'interné politique
- Rosalba Neri : l'épouse de Testa